# سالواتوره اسپوسیتو
سالواتوره اسپوزیتو (به ایتالیایی: Salvatore Esposito) بازیکن فوتبال و اهل ایتالیا است که از سال ۱۹۷۵ میلادی عضو تیم ملی فوتبال ایتالیا بوده و در ۱ بازی ملی حضور داشته‌است. او در بازی‌های ملی‌اش گلی به ثمر نرساند.
سالواتوره اسپوزیتو آخرین بازی ملی خود را در سال ۱۹۷۵ میلادی انجام داد.